# Sen såpnejlika
Sen såpnejlika (Saponaria ×lempergii) är en hybrid i familjen nejlikväxter mellan S. cypria och S. sicula.